# Halloysite
L'halloysite, conosciuta anche come halloysite-7Å (simbolo IMA: Hly-7Å) è un minerale della classe dei silicati e dei germanati, più precisamente un fillosilicato con la composizione chimica Al2Si2O5(OH)4. Appartiene al gruppo del serpentino.
Il vecchio nome, halloysite-7Å, contiene la dimensione della cella per distinguerla dall'hydrohalloysite (una volta chiamata halloysite-10Å). La distinzione fra i due minerali è possibile solo con la misurazione di tale parametro.
Fino a settembre 2022 si chiamava halloysite-7Å, cambiando il nome in quello attuale a causa delle nuove linee guida approvate dal CNMNC per la nomenclatura dei polimorfi e dei polisomi. La dicitura 7-Å si riferiva allo spessore dello strato.

## Etimologia e storia
L'halloysite fu trovata per la prima volta vicino ad Angleur/Liegi in Belgio e descritta nel 1826 da Pierre Berthier, che chiamò il minerale in onore del geologo belga J.B.J. Baron d'Omalius d'Halloy (1707-1789).

## Classificazione
La 9ª edizione della sistematica minerale di Strunz, valida dal 2001 e aggiornata dall'Associazione Mineralogica Internazionale (IMA) fino al 2009, elenca l'halloysite nella classe "9. Silicati (germanati)" e nella sottoclasse "9.E Fillosilicati"; questa è ulteriormente suddivisa in base alla struttura cristallina, in modo che il minerale possa essere trovato nella suddivisione "9.ED Fillosilicati con strati di caolinite composti di reti di tetraedri e ottaedri", dove, insieme a idrohalloysite e hisingerite forma il sistema nº 9.ED.10.
Tale classificazione viene mantenuta invariata anche nell'edizione successiva, proseguita dal database "mindat.org" e chiamata Classificazione Strunz-mindat.
La classificazione dei minerali secondo Dana, utilizzata principalmente nel mondo anglosassone, classifica l'halloysite nella categoria dei "minerali fillosilicati". Qui si trova insieme a dickite, caolinite, nacrite, endellite e odinite con le quali forma il "gruppo della caolinite" con il sistema nº 71.01.01 all'interno della sottosezione "Fillosilicati: strati di anelli a sei membri con strati 1:1".

## Abito cristallino
L'halloysite cristallizza nel sistema monoclino nel gruppo spaziale Cc (gruppo nº 9) con i parametri reticolari a = 5,14 Å, b = 8,90 Å, c = 14,9 Å e β = 101,9°, oltre a 2 unità di formula per cella unitaria.

## Proprietà
L'halloysite mostra alcuni parallelismi con la caolinite. Tuttavia, una distinzione può essere fatta trattando il campione con glicerina o urea. Il reticolo cristallino viene espanso in modo che la distinzione tra hydrohalloysite prodotta e caolinite sia chiara utilizzando la diffrazione dei raggi X.

## Modificazioni e varietà
A volte nella composizione chimica della halloysite sono presenti piccole quantità di ferro trivalente (Fe3+) o di cromo, e si hanno allora le varietà note come ferrihalloysite e cromohalloysite.
Una halloysite contenente quantità variabili di cromo è l'alexandrolite (Cr2Al4Si8O25·6H2O), specie non approvata dall'IMA.
Il cosiddetto bolo o bolus è un miscuglio di halloysite e limonite, in aggregati brunastri finemente terrosi.
Infine la varietà ablykite, trovata ad Ablyk nel distretto di Ohangaron in Uzbekistan; essa dà un diagramma delle polveri molto simile a quello della halloysite.

## Origine e giacitura
L'halloysite si forma sia per erosione di vetri vulcanici che per processi idrotermali. Come componente di molte argille e terreni, l'halloysite è anche annoverata tra i minerali argillosi.
Ha paragenesi con montmorillonite, caolinite, marcasite.
Essendo una formazione minerale rara, l'halloysite è stata, a partire dal 2012, rilevata solo in pochi siti, con circa 20 considerati noti. La sua località tipo, Angleur, è l'unica località conosciuta in Belgio fino ad oggi.
In Italia l'halloysite è stata rinvenuta in diverse regioni, tra cui Lazio (Bracciano, Campagnano di Roma, Manziana e Montefiascone, tra gli altri), Piemonte (Campiglia Cervo e Bagnolo Piemonte), Toscana (Campiglia Marittima, Rosignano Marittimo, Rio Marina), Veneto (Torrebelvicino), ma anche Liguria, Campania e Sardegna.
In Germania, il minerale si è finora trovato vicino a Thelenberg e In den Dellen vicino a Mendig nell'Eifel, nonché nella miniera di Käusersteimel vicino a Kausen nel Siegerland.
Altre località includono Cina, Indonesia, Nuova Zelanda, Perù, Russia e Stati Uniti.

## Forma in cui si presenta in natura
L'halloysite sviluppa aggregati esclusivamente bulbosi o terrosi con aspetto ceroide, tenere e leggere o in aggregati polverulenti di colore bianco, grigio, giallastro, rossastro, verdastro, bluastro o brunastro.
L'halloysite si presenta naturalmente sotto forma di piccoli cilindri (nanotubi) che hanno uno spessore della parete di 10-15 fogli di alluminosilicato atomico, un diametro esterno di 50-60 nm, un diametro interno di 12-15 nm e una lunghezza di 0,5-10 µm. La loro superficie esterna è composta principalmente da silice (SiO2) e la superficie interna di ossido di alluminio (Al2O3), e quindi queste superfici sono caricate in modo opposto. Si trovano due forme comuni: quando è idratata, l'argilla presenta una spaziatura degli strati di 1 nm, mentre quando è disidratata (meta-halloysite), la spaziatura è di 0,7 nm. La capacità di scambio cationico dipende dalla quantità di idratazione, poiché 2H2O ha 5-10 meq/100 g, mentre 4H2O ha 40-50 meq/100g. Endellite è il nome alternativo per la struttura Al2Si2O5(OH)4·2(H2O).
A causa della struttura stratificata dell'halloysite, ha un'ampia superficie specifica, che può raggiungere i 117 m2/g.